# Orage (L9022)
Orage (L9022) byla doková výsadková loď Francouzského námořnictva, která byla roku 2007 vyřazena ze služby. Jednalo se o druhou a zároveň poslední jednotku třídy Ouragan.

## Technické specifikace
Délka lodi činila 149 m a šířka 21,5 m. Ponor lodi byl hluboký 5,4 m a loď při naložení vytlačila 8 500 t vody. Posádku lodi tvořilo 205 důstojníků námořníků a Orage byla mohla plout rychlostí 31 km/h. Orage byla schopna bez natankování paliva doplout do vzdálenosti 17 000 km.

## Výzbroj
Orage byla vyzbrojena dvěma dvojitými raketomety Simbad pro protiletadlové řízené střely Mistral, dvěma 30mm automatickými kanóny Breda-Mauser a čtyřmi 12,7mm těžkými kulomety.